# Operacja Teleskop
Operacja Teleskop – operacja wojskowa, która miała miejsce w 1956 roku w trakcie wojny sueskiej. 
Operację rozpoczął atak brytyjskich Sea Hawków na lotnisko Gamil w dniu 5 listopada 1956 r. oraz zbombardowanie Port Saidu. Następnie samoloty brytyjskie oraz francuskie wysadziły desant żołnierzy w wybranych celach. 600 Brytyjczyków wylądowało w rejonie lotniska Gamil, 10 km od Port Saidu. Celem batalionu było izolowanie Port Saidu od zachodu. W tym samym czasie batalion francuski (487 ludzi) wylądował w rejonie stacji pomp 3 km od miasta. Wyparcie sił egipskich z lotniska trwało około 1 godziny i kosztowała Brytyjczyków 20 zabitych. Po wyparciu przeciwnika w Gamil wylądował drugi rzut desantu brytyjskiego z Cypru liczący 500 żołnierzy.
Sukcesem zakończyła się również akcja spadochroniarzy francuskich, którzy już na początku akcji wyeliminowali pluton egipski broniący drogi do Port Saidu. W rejonie Port Fuad przybył drugi rzut desantu w sile 504 żołnierzy francuskich. Do zmierzchu Francuzi utracili 2 zabitych. W nocy doszło do ataków sił egipskich na pozycje francuskie, wszystkie zostały jednak odparte z pomocą lotnictwa. 
Operacja Teleskop zakończyła się zwycięstwem aliantów, którzy osiągnęli większość celów militarnych. Egipcjanie utracili 260 samolotów (głównie na ziemi), 3 000 – 4 000 pojazdów wojskowych (w tym 80 czołgów, dział pancernych i transporterów oraz 200 dział) oraz dwie fregaty i cztery ścigacze torpedowe. W walkach o Port Said i Port Fuad zginęło 650 egipskich żołnierzy i cywilów a 2 000 odniosło rany. Alianci stracili 9 samolotów, 2 śmigłowce, 26 zabitych oraz 99 rannych. 